# Tebennotoma spasskensis
Tebennotoma spasskensis är en stekelart som beskrevs av Sergey A. Belokobylskij 1996. Tebennotoma spasskensis ingår i släktet Tebennotoma och familjen bracksteklar. Inga underarter finns listade i Catalogue of Life.